# 가은고등학교
가은고등학교(加恩高等學校)는 대한민국 경상북도 문경시 가은읍 왕능리에 있는 공립 고등학교이다.

## 학교 연혁
- 1974년 11월 7일 : 가은고등학교 설립인가(6학급)
- 1975년 3월 5일 : 개교 (제1회 입학식 거행)
- 1978년 1월 9일 : 제1회 졸업식 거행
- 1981년 11월 7일 : 학급 증설 인가(9학급)
- 1989년 3월 1일 : 중·고 분리
- 1998년 3월 1일 : 중·고 통합
- 2011년 12월 7일 : 학교생활관(율곡관) 준공
- 2015년 2월 3일 : 2015학년도 농산어촌 명품고 선정(경상북도교육청)
- 2015년 11월 14일 : 다목적 강당(수신관) 개관
- 2021년 9월 1일 : 제22대 홍성백 교장 취임
- 2024년 1월 4일 : 제47회 졸업식 거행(졸업생총수 3,236명)
- 2024년 3월 4일 : 2024학년도 신입생 입학식 거행(입학자수 21명)

## 참고 자료
- 가은고등학교 - 한국교육학술정보원 학교알리미